# Леонуэнс, Анна
Анна Леонуэнс (англ. Anna Leonowens; 26 ноября 1831 — 19 января 1915) — британская писательница, путешественница, педагог и общественный деятель. История её жизни послужила основой для романа Маргарет Лэндон «Анна и король Сиама», а также фильмов «Анна и король Сиама», «Анна и король», мюзикла «Король и я» (также экранизированного) и телевизионных сериалов.

## Биография
Анна Гарриет Леонуэнс, в девичестве Эдвардс, родилась в Индии в городе Ахмаднагар в штате Махараштра в семье сержанта Томаса Эдвардса и его жены Мэри (урождённая Глэскотт), дочери лейтенанта индийской армии. Впоследствии Анна Леонуэнс тщательно скрывала своё происхождение от смешанного брака, чтобы избежать дискриминации и обеспечить хорошее будущее своих детей. Отец скончался ещё до рождения Анны и её мать вышла замуж за ирландского капрала Патрика Донахью. В 1845 году старшая сестра Анны вышла замуж за 38-летнего Эдварда Джона Пратта, служившего гражданским служащим в индийских ВМС. Из-за того, что этот брак был смешанным, Анна порвала связь с сестрой и, даже много лет спустя, когда Пратт связался с ней, угрожала покончить жизнь самоубийством, если её не оставят в покое.
Отношения с отчимом тоже были трудными. Он принуждал Анну, как и её сестру, выйти замуж за человека, который был много старше её. В 1847 году семья переехала в Аден, где Патрик Донахью получил должность помощника руководителя общественных работ. Там Анна начала учиться у миссионера Джорджа Перси Баджера и его жены Марии. Они определили склонность девушки к языкам, и взяли её с собой в путешествие по Египту и Палестине.
В конце 1849 года она с семьёй вернулась в Индию в город Пуна и, несмотря на возражения матери и отчима, вышла замуж за друга детства Томаса Оуэнса Леоне или Леонуэнса. С замужеством она прекратила все контакты с семьёй. Вначале супруги отправились в Западную Австралию (город Перт), где Анна пыталась открыть школу для девочек. Когда это не удалось, супруги уехали в Сингапур, затем в Пенанг, где Томас Леонуэнс получил должность хранителя отеля. У них за 10 лет родилось четверо детей, двое из которых скончались во младенчестве. В 1859 году муж Анны скончался от инсульта, оставив её вдовой. Чтобы содержать детей, Анна начала преподавать в Сингапуре, а затем открыла школу для детей британских офицеров. Хотя предприятие не оказалось финансово успешным, Анна заслужила репутацию хорошей учительницы.
В 1862 году Анна Леонуэнс приняла предложение консула Сиама поступить на службу к сиамскому королю Монгкуту в качестве учительницы для его 39 жён и 82 детей. Король желал, чтобы его жёны и дети получили современное западное светское образование, которое им не смогли дать жёны миссионеров. Анна отправила дочь Эвис учиться в Англию, сама же с сыном направилась в Бангкок. Почти в течение 6 лет она находилась при дворе, вначале в качестве учительницы, затем в должности секретарши-переводчицы. Анна хотела продолжить работу при королевском дворе, но когда она находилась в Англии по состоянию здоровья, внезапно король умер. Его преемником стал его сын Чулалонгкорн. Он написал Анне тёплое письмо с благодарностью, однако не предложил ей продолжить работу при дворе.
В 1869 году Анна Леонуэнс уезжает в Нью-Йорк и публикует в Бостонском журнале Atlantic Monthly воспоминания о своих путешествиях. Позднее они вышли отдельным изданием в двух томах. Эта книга принесла ей популярность и обвинения в сенсационности. В мемуарах она критически рассматривает придворную жизнь сиамского королевского двора. В Таиланде её обвиняют в преувеличении её влияния на короля Монгкута.
Анна Леонуэнс была феминисткой и считала униженным положение сиамских женщин. Она считала, что хотя король Монгкут и был просвещённым правителем, но он не желал менять такие обычаи, как практика сексуального рабства и простирание перед королём. В 1873 году в книге «Romance of the Harem», основанной на придворных сплетнях, она утверждала о казни Туптим, одной из наложниц короля. Многие критики подвергли сомнению эту историю, а принцесса Вудхичалерм Вудхиджайя в 2001 году заявила, что Монгкут 27 лет был буддийским монахом и он никогда бы не стал казнить наложницу, так как это не буддистский путь. Кроме того, Туптим стала женой короля Чулалонгкорна.

В США Анна Леонуэнс зарабатывала деньги чтением лекций на темы положения женщин в странах Востока, в частности, в Сиаме и арабских странах, а также на темы миссионерства. Нью-Йорк Таймс писала, что 
 целью миссис Леонуэнс является пробуждение интереса, симпатий миссионеров в частности, в их отношении к судьбе азиатских женщин.
В литературных кругах Нью-Йорка и Бостона она познакомилась с такими писателями, как Оливер Уэнделл Холмс и Генри Лонгфелло, а также писательницей Гарриет Бичер-Стоу, чью книгу «Хижина дяди Тома» она послала королю Чулалонгкорну. Она утверждала, что книга повлияла на процесс ликвидации рабства в Сиаме, который завершился в 1915 году.
В Нью-Йорке Анна Леонуэнс возобновила преподавательскую деятельность в школе на Мэдисон-авеню 252, Беркли, Нью-Йорк. Открывшаяся 5 октября 1880 года, это была подготовительная школа, готовившая будущих студентов для колледжей и ВУЗов.
В 1881 году она совершила поездку по ряду стран Европы, в том числе посетила и Россию.
После этого она переехала в город Галифакс в Канаде, где также стала заниматься образованием женщин и участвовать в движении суфражисток. Она стала одним из основателей «колледжа искусств и дизайна» Новой Шотландии.
Её дочь Эвис вышла замуж за банкира, а сын стал офицером сиамской королевской конной гвардии. Он женился на Каролин Нокс, дочери сэра Томаса Джорджа Нокса, британского генерального консула в Бангкоке. Под патронажем Чулалонгкорна он создал успешную торговую компанию, которая всё ещё носит его имя.
Анна Леонуэнс и Чулалонгкорн встретились снова, когда он посетил Лондон в 1897 году, через тридцать лет после того, как она покинула Сиам, и король воспользовался этой возможностью, чтобы выразить свою благодарность лично.
Анна Леонуэнс скончалась 19 января 1915 года. Она была похоронена на кладбище Маунт-Ройял в Монреале.